# とんぼりワッショイ
とんぼりワッショイは、大阪市中央区道頓堀に2004（平成16）年12月に整備されたとんぼりリバーウォークで、毎年春と秋に開催されているアートフリーマーケット、ライブパフォーマンスを合わせたアートイベント。2006年春の第1回目以降来場者は回を重ねるごとに増え、2007年春の第4回は約4万人の来場者があった。始めた主催団体は特定非営利活動法人irotori芸術文化協会。初代代表は以倉敬之、二代目代表は鄭　重成、三代目代表は山田哲史。
2011年に8回目を実施後、2014年まで停滞し翌年の5月に二代目代表の鄭　重成が道頓堀400周年を機に復活を遂げ、9回目を実施した。
2016年には10周年にして5月のゴールデンウィークに10回目を迎え、
2017年の5月3日～7日に道頓堀三大祭「道頓堀春フェス2017」の三大コンテンツの一つとして参画。2018年には、道頓堀四大祭の一つとなっている。
2017年5月12日に実施された大阪活性化事業実行委員会の会議の際に、
大阪市中央区商店会連合会の会長により「道頓堀の街のイベント」として認定された。
現在は、特定非営利活動法人道頓堀水辺地権者会との協力の下、二代目代表の鄭を筆頭にした「とんぼりワッショイ実行委員会」という社会人達の有志で地域貢献と共に若手アーティストを支援する非営利団体が運営、一般社団法人大阪活性化事業実行委員会の事業として実施されており、道頓堀春フェス2019まで開催されている。
また道頓堀春フェス、道頓堀リバーフェスティバル、サンタクルーズin大阪での一コンテンツとして開催されている約1500名程度のコスプレイヤーが参加する「道頓堀コスプレ祭」は、株式会社ハコスタととんぼりワッショイ実行委員会の代表の鄭　重成の共同企画として立案され、とんぼりワッショイvol.12の一コンテンツとして初めて開催された。
2020年ではゴールデンウィークで開催予定だった道頓堀春フェス2020は、新型コロナウィルス感染症拡大より延期。同年9月19日〜22日に道頓堀から大阪の復活を願って、道頓堀復活フェス2020と命名し、人数制限及び無観客ステージと生ライブ配信をリアルとデジタルを両方取り入れた新しい形での地域活性化イベントとして開催された。
2021年には新型コロナウィルス感染症拡大が続いており、ゴールデンウィークでの開催を延期し、東京オリンピックの開催日程と合わせて、同年7月22日〜25日に道頓堀復活フェス2021として開催した。
2022年にあたっては新型コロナウィルス感染症拡大の可能性もあり、コアコンテンツのとんぼりワッショイは17回目を迎える中で、とんぼりワッショイパフォーマンスステージを引き続き実施する形で道頓堀コスプレ祭との連携の下、5月3〜5日で実施する形でとなった。アフターコロナとして、道頓堀コスプレ祭は約2000名の参加者を超え、過去最高となる。
アートマーケットとしては2022年の年明けで緊急事態宣言中での出展者募集が難しく、今回はアーティスト出展にあたっての配慮もあり保留したと語られている。
道頓堀春フェス2023はアフターコロナのイベントとして2023年5月4日〜7日まで開催され、JOYSOUNDの協力の下、「とんぼりカラオケ大会」を立案。大阪ミナミから元気を届ける企画を展開する事となり、道頓堀コスプレ祭では約3000名を越えるコスプレイベントとして進化した。